# Péninsule du Pirée

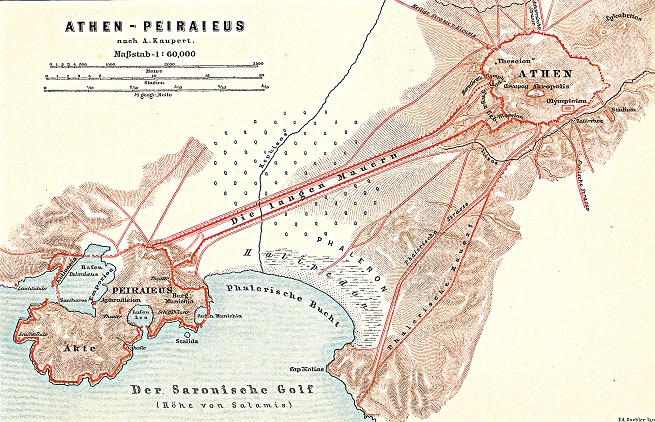
Le mur encadre la péninsule depuis Zéa et s'étend jusqu'à l'embouchure sud du port principal.

La péninsule du Pirée, en grec moderne : Πειραϊκή χερσόνησος / Piraïki Chersónisos, appelée dans l'Antiquité Aktè (Ακτή), est située en Grèce dans le golfe Saronique. Elle abrite deux des principaux ports du Pirée.

## Géographie
La péninsule est délimitée par l'étranglement de terre situé entre le port principal au nord-ouest et le port de Zéa au sud-est.

## Données historiques
La péninsule du Pirée abrite des carrières de pierre (appelée dans l'antiquité pierre de l'Aktè) ayant servi depuis l'antiquité pour de nombreuses constructions dont les grands travaux portuaires, les fortifications et les bâtiments d'Athènes et de son acropole; l'exploitation, arrêtée après l'antiquité, a repris au XIXe siècle lors de la construction de l'Athènes néoclassique après la guerre d'indépendance, et s'est poursuivie jusque dans les années 1960.
Des parties du mur de fortification du port antique avec les traces de ses tours sont encore conservées. Ce mur encadrait toute la péninsule et s'étendait jusqu'à l'embouchure sud du port central. 
Il est supposé que les murs du Pirée étaient interrompus en trois points du Pirée, formant de petites portes avec des sorties vers la mer, probablement aux sites de Freattýda, Louviári et Baïkoútsis. D'après le discours de Lycurgue Contre Léocrate, il est dit que le riche Athénien Léocrate, s'est échappé de la position actuelle de Louviári, une certaine nuit de 338 av. J.-C., avec sa maîtresse Irinída, où il a navigué d'abord par barque et ensuite par navire vers Rhodes. 
Avant le XIXe siècle, de nombreux historiens identifiaient à tort la colline de la péninsule du Pirée avec celle que les sources antiques nomment Munichie, et par conséquent pensaient que le port de Munichie n'était pas l'actuel Mikrolímano, ou Tourkolímano, mais l'actuel port de Zéa (Pasalimáni). 

## Anses secondaires
La topographie de la péninsule du Pirée comprend plusieurs criques qui ne semblent pas avoir été utilisées par les anciens, peut-être parce qu'elles étaient situées à l'extérieur des murs d'une part, et d'autre part parce qu'elles n'offraient pas de sécurité en cas de vent du sud, ce qui les rendait inadaptées à l'approche des navires.
Quatre baies sont formées sur la péninsule du Pirée et ce sont, avec leurs noms actuels :
- anse de l'École des Cadets de la Marine, ou anse de Kalambáka (autrefois), ou communément selon les Piréotes Télégraphe, (encore plus ancien), car c'est de là que partaient les câbles du télégraphe maritime.
- baie de Baïkoútsis,
- baie de Louviári,
- baie de Freattýda. Cette anse était la plus importante, car on dit qu'elle a été utilisée à de nombreuses reprises par les anciens habitants.